# Oncideres albomarginata
Oncideres albomarginata es una especie de escarabajo longicornio de la subfamilia Lamiinae. Fue descrita científicamente por Thomson en 1868.
Se distribuye por Brasil, Colombia, Costa Rica, Ecuador, Guyana, Guayana Francesa, Panamá, Surinam, Trinidad y Tobago y Venezuela. Posee una longitud corporal de 21,5-28 milímetros. El período de vuelo de esta especie ocurre en los meses de enero, febrero, marzo, abril, mayo, julio, agosto, septiembre, octubre y noviembre.
Oncideres albomarginata se alimenta de plantas y arbustos de las familias Malpighiaceae, Rubiaceae y subfamilia Sterculioideae.